# هاشم ثابت
هاشم ثابت (بالإنجليزية: Hasheem Thabeet)‏ مواليد 16 فبراير 1987 في دار السلام، هو لاعب كرة سلة تنزاني. بدأ مسيرته الاحترافية في سنة 2009. تم اختياره من قبل فريق ميمفيس غريزليس خلال الدرافت. يبلغ طوله 7 قدم 3 بوصة (2.2 م).

## المسيرة الاحترافية
لعب مع ميمفيس غريزليس من سنة 2009 إلى 2011، ثم لعب مع هيوستن روكتس من سنة 2010 إلى 2012، ثم لعب مع بورتلاند ترايل بلايزرز في سنة 2012، ثم لعب مع أوكلاهوما سيتي ثاندر من سنة 2012 إلى 2014.

## إحصائيات المسيرة

### الموسم الاعتيادي
| السنة   | الفريق                 | لعب | بدأ | دقيقة | ميداني% | ثلاثية | حرة  | ارتداد | صنع | استلاب | تصدي | نقطة |
| ------- | ---------------------- | --- | --- | ----- | ------- | ------ | ---- | ------ | --- | ------ | ---- | ---- |
| 2009–10 | ميمفيس غريزليس         | 68  | 13  | 13.0  | .588    | .000   | .581 | 3.6    | .2  | .2     | 1.3  | 3.1  |
| 2010–11 | ميمفيس غريزليس         | 45  | 0   | 8.2   | .436    | .000   | .543 | 1.7    | .1  | .2     | .3   | 1.2  |
| 2010–11 | هيوستن روكتس           | 2   | 0   | 2.0   | .000    | .000   | .000 | .0     | .0  | .0     | .5   | .0   |
| 2011–12 | هيوستن روكتس           | 5   | 0   | 4.6   | 1.000   | .000   | .000 | 1.4    | .0  | .0     | .4   | 1.2  |
| 2011–12 | بورتلاند ترايل بلايزرز | 15  | 3   | 7.7   | .444    | .000   | .650 | 2.3    | .0  | .1     | .5   | 1.9  |
| 2012–13 | أوكلاهوما سيتي ثاندر   | 66  | 4   | 11.7  | .604    | .000   | .604 | 3.0    | .2  | .5     | .9   | 2.4  |
| 2013–14 | أوكلاهوما سيتي ثاندر   | 23  | 0   | 8.3   | .565    | .000   | .200 | 1.7    | .0  | .2     | .4   | 1.2  |
| المسيرة |                        | 224 | 20  | 10.5  | .567    | .000   | .578 | 2.7    | .1  | .3     | .8   | 2.2  |

### الأدوار الإقصائية
| السنة   | الفريق               | لعب | بدأ | دقيقة | ميداني% | ثلاثية | حرة  | ارتداد | صنع | استلاب | تصدي | نقطة |
| ------- | -------------------- | --- | --- | ----- | ------- | ------ | ---- | ------ | --- | ------ | ---- | ---- |
| 2013    | أوكلاهوما سيتي ثاندر | 4   | 0   | 6.5   | .500    | .000   | .000 | 1.5    | .0  | .3     | .0   | .5   |
| المسيرة |                      | 4   | 0   | 6.5   | .500    | .000   | .000 | 1.5    | .0  | .3     | .0   | .5   |

## روابط خارجية
- هاشم ثابت على موقع إن بي أي (الإنجليزية)
- هاشم ثابت على موقع الدوري التايواني الممتاز لكرة السلة (الصينية)
- هاشم ثابت على موقع سبورتس رفرنس (الإنجليزية)
- هاشم ثابت على موقع كرة السلة الأوروبية.كوم (الإنجليزية)
- هاشم ثابت على موقع إي إس بي إن.كوم (الإنجليزية)
- هاشم ثابت على موقع كلية كرة السلة في سبورتس رفرنس.كوم (الإنجليزية)
- هاشم ثابت على موقع ريلجم (الإنجليزية)
- هاشم ثابت على موقع بروبوليرز (الإنجليزية)
- هاشم ثابت على موقع سبورتس رفرنس (الإنجليزية)